# Olger Escobar
Olger Armando Escobar Real (Boston, 11 settembre 2006) è un calciatore guatemalteco, centrocampista del N.E. Revolution II e della nazionale guatemalteca.

## Caratteristiche tecniche
Centrocampista offensivo, può essere impiegato anche come ala destra.

## Carriera

### Club
Escobar è cresciuto nel settore giovanile del N.E. Revolution ed ha debuttato con la squadra riserve del club statunitense il 22 aprile 2023 nell'incontro di MLS Next Pro perso 1-0 contro il N.Y. Red Bulls II. Il 26 luglio seguente ha firmato il primo contratto professionistico con il New England II.

### Nazionale
Ha giocato nella nazionale guatemalteca Under-17.
Ha debuttato con la nazionale maggiore l'11 settembre 2023 nell'incontro amichevole pareggiato 1-1 contro la Giamaica.
Il 16 marzo 2025 realizza la sua prima rete per la massima selezione guatemalteca nell'amichevole vinta 2-1 contro l'Honduras.

## Statistiche

### Presenze e reti nei club
Statistiche aggiornate al 6 giugno 2024.
| Stagione        | Squadra            | Campionato      | Campionato | Campionato | Coppe nazionali | Coppe nazionali | Coppe nazionali | Coppe continentali | Coppe continentali | Coppe continentali | Altre coppe | Altre coppe | Altre coppe | Totale | Totale | Totale |
| Stagione        | Squadra            | Comp            | Pres       | Reti       | Comp            | Pres            | Reti            | Comp               | Pres               | Reti               | Comp        | Pres        | Reti        | Pres   | Reti   |        |
| --------------- | ------------------ | --------------- | ---------- | ---------- | --------------- | --------------- | --------------- | ------------------ | ------------------ | ------------------ | ----------- | ----------- | ----------- | ------ | ------ | ------ |
| 2023            | N.E. Revolution II | MNP             | 16         | 0          |                 | -               | -               |                    | -                  | -                  |             | -           | -           | 16     | 0      |        |
| 2024            | N.E. Revolution II | MNP             | 4          | 0          |                 | -               | -               |                    | -                  | -                  |             | -           | -           | 4      | 0      |        |
| Totale carriera | Totale carriera    | Totale carriera | 20         | 0          |                 | 0               | 0               |                    | -                  | -                  |             | -           | -           | 20     | 0      |        |

### Cronologia presenze e reti in nazionale
| Cronologia completa delle presenze e delle reti in nazionale ― Guatemala | Cronologia completa delle presenze e delle reti in nazionale ― Guatemala | Cronologia completa delle presenze e delle reti in nazionale ― Guatemala | Cronologia completa delle presenze e delle reti in nazionale ― Guatemala | Cronologia completa delle presenze e delle reti in nazionale ― Guatemala | Cronologia completa delle presenze e delle reti in nazionale ― Guatemala | Cronologia completa delle presenze e delle reti in nazionale ― Guatemala | Cronologia completa delle presenze e delle reti in nazionale ― Guatemala |
| Data                                                                     | Città                                                                    | In casa                                                                  | Risultato                                                                | Ospiti                                                                   | Competizione                                                             | Reti                                                                     | Note                                                                     |
| ------------------------------------------------------------------------ | ------------------------------------------------------------------------ | ------------------------------------------------------------------------ | ------------------------------------------------------------------------ | ------------------------------------------------------------------------ | ------------------------------------------------------------------------ | ------------------------------------------------------------------------ | ------------------------------------------------------------------------ |
| 11-11-2023                                                               | Harrison                                                                 | Guatemala                                                                | 0 – 0                                                                    | Giamaica                                                                 | Amichevole                                                               | -                                                                        | 74’                                                                      |
| 6-6-2024                                                                 | Città del Guatemala                                                      | Guatemala                                                                | 6 – 0                                                                    | Rep. Dominicana                                                          | Qual. Mondiali 2026                                                      | -                                                                        | 73’                                                                      |
| 8-6-2024                                                                 | Road Town                                                                | Isole Vergini Britanniche                                                | 0 – 3                                                                    | Guatemala                                                                | Qual. Mondiali 2026                                                      | -                                                                        | 65’                                                                      |
| 1-9-2024                                                                 | Fort Lauderdale                                                          | Uruguay                                                                  | 1 – 1                                                                    | Guatemala                                                                | Amichevole                                                               | -                                                                        | 46’ 54’                                                                  |
| 15-10-2024                                                               | San José                                                                 | Costa Rica                                                               | 3 – 0                                                                    | Guatemala                                                                | CONCACAF Nations League 2024-2025 - 1º turno                             | -                                                                        | 77’                                                                      |
| 16-3-2025                                                                | Fort Lauderdale                                                          | Guatemala                                                                | 2 – 1                                                                    | Honduras                                                                 | Amichevole                                                               | 1                                                                        | 46’                                                                      |
| 21-3-2025                                                                | Bridgetown                                                               | Guyana                                                                   | 3 – 2                                                                    | Guatemala                                                                | Qual. Gold Cup 2025                                                      | -                                                                        | 40’ 61’                                                                  |
| 6-6-2025                                                                 | Città del Guatemala                                                      | Guatemala                                                                | 4 – 2                                                                    | Rep. Dominicana                                                          | Qual. Mondiali 2026                                                      | -                                                                        | 46’                                                                      |
| 10-6-2025                                                                | Kingston                                                                 | Giamaica                                                                 | 3 – 0                                                                    | Guatemala                                                                | Qual. Mondiali 2026                                                      | -                                                                        |                                                                          |
| 16-6-2025                                                                | Carson                                                                   | Giamaica                                                                 | 0 – 1                                                                    | Guatemala                                                                | Gold Cup 2025 - 1° turno                                                 | -                                                                        | 77’                                                                      |
| 20-6-2025                                                                | San Jose                                                                 | Guatemala                                                                | 0 – 1                                                                    | Panama                                                                   | Gold Cup 2025 - 1° turno                                                 | -                                                                        | 62’                                                                      |
| 24-6-2025                                                                | Houston                                                                  | Guadalupa                                                                | 2 – 3                                                                    | Guatemala                                                                | Gold Cup 2025 - 1° turno                                                 | 1                                                                        | 74’                                                                      |
| 29-6-2025                                                                | Minneapolis                                                              | Canada                                                                   | 1 – 1 (5 – 6 dtr)                                                        | Guatemala                                                                | Gold Cup 2025 - Quarti di finale                                         | -                                                                        | 71’                                                                      |
| 2-7-2025                                                                 | St. Louis                                                                | Stati Uniti                                                              | 2 – 1                                                                    | Guatemala                                                                | Gold Cup 2025 - Semifinale                                               | 1                                                                        | 65’                                                                      |
| Totale                                                                   |                                                                          | Presenze                                                                 | 14                                                                       |                                                                          | Reti                                                                     | 3                                                                        |                                                                          |